# Dubautia raillardioides
Dubautia raillardioides là một loài thực vật có hoa trong họ Cúc. Loài này được Hillebr. mô tả khoa học đầu tiên năm 1888.